# Chiesa delle Sante Dorotea e Apollonia
La chiesa delle Sante Dorotea e Apollonia, conosciuta anche come chiesa di Santa Dorotea, si trova a Grupignano, frazione di Cividale del Friuli, in provincia ed arcidiocesi di Udine.

## Storia
Si sa che a Grupignano esisteva già nel XIII secolo una cappella dedicata a Santa Dorotea.
L'attuale chiesa fu edificata nel 1579 e venne ampliata a più riprese nel corso del XVIII secolo. Nel 1898 la facciata fu completamente rifatta e venne edificato il campanile. 
In seguito ai danni subiti durante il terremoto del Friuli del 1976, l'edificio fu restaurato e consolidato. Nel corso del 2015 anche la facciata è stata oggetto di un intervento di restauro.